# Trainspotting 2
Trainspotting 2 är det andra soundtracket till filmen Trainspotting. Albumet släpptes 1997.

## Låtlista
1. Golden Years - David Bowie
2. Nightclubbing - David Bowie, Iggy Pop
3. Atmosphere - Joy Division
4. Born Slippy - Underworld
5. Choose Life - PF Project/Ewan McGregor
6. Come Together - Primal Scream
7. Dark and Long - Underworld
8. A Final Hit - Leftfield
9. Habanera - From Carmen
10. Inner City Life - Goldie
11. Our Lips are Sealed - Fun boy three
12. The Passenger - Iggy Pop
13. Statuesque - Sleeper
14. Temptation - Heaven 17
15. Think About the Way - Ice MC